# Arktiska konvojerna
Arktiska konvojerna var en serie av konvojer destinerade till hamnarna i Murmansk och Archangelsk i Sovjetunionen som genomfördes under andra världskriget. Den krigsmateriel som levererades underlättade för Sovjetunionen att besegra Nazityskland, men till en hög kostnad i form av sänkta fartyg och förlorade människoliv. I genomsnitt sänktes 6 % av de fartyg som deltog i konvojerna och ungefär 3 000 sjömän dödades.

## Bakgrund
När Tyskland invaderade Sovjetunionen i juni 1941 föreföll den tyska armén vara ostoppbar. Framryckningstakten var hög och stora delar av Röda armén omringades och tillfångatogs. USA:s president Roosevelt fruktade att de allierade skulle förlora kriget om inte Sovjetunionen kunde stoppa tyska armén. Roosevelt förhandlade med Sovjets ambassadör i Washington Maksim Litvinov om ett omfattande biståndsprogram till Sovjetunionen, det så kallade Lend-Lease-avtalet. Samtidigt förhandlade Storbritanniens ambassadör i Moskva Stafford Cripps fram ett liknande avtal.
Problemet var att få all materiel och förnödenheter levererade till Sovjetunionen. Till en början kunde leveranser ske med fartyg till Vladivostok och därifrån via transsibiriska järnvägen till östfronten, men den vägen stängdes i december när Japan gick med i kriget. I augusti öppnades en ny väg i och med invasionen av Iran med fartyg till Bandar Abbas i Iran och därefter med järnväg över Kaukasus. Det innebar dock en lång omväg runt Godahoppsudden och konvojerna kunde anfallas av både tyska ubåtar i Atlanten och från 1942 även av japanska ubåtar i Indiska oceanen baserade i Andamanerna och Nikobarerna. Dessutom ryckte tyska armén fram mot Kaukasus och hotade att skära av leveranserna landvägen. Vägen runt Nordkap till Murmansk och Archangelsk var betydligt kortare, men samtidigt mer riskfylld eftersom Tyskland behärskade Norge. Royal Navy var ovillig att avdela eskortfartyg till konvojer runt Afrika eftersom det var långt från de huvudsakliga krigsområdena. Nordatlanten och Norska havet däremot låg inom operationsområdet för Home Fleet vilket gav mycket bättre möjligheter att eskortera konvojer.

## Genomförande

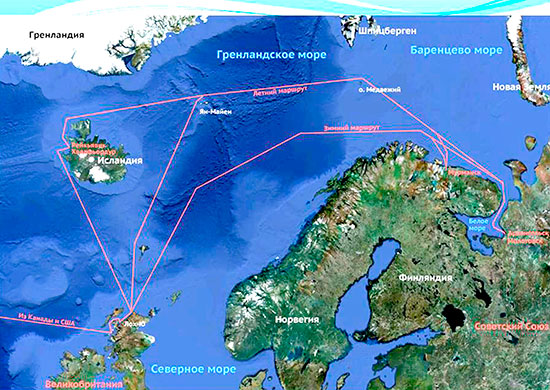
Beroende på årstid gick konvojerna antingen norr om Jan Mayen och Björnön för att undvika tyskt flyg baserat i Nordnorge, eller längre söderut för att undvika packis.

Den första konvojen kallad operation Dervish startade från Liverpool den 12 augusti 1941, via Hvalfjörður på Island 21 augusti och anlände till Archangelsk sista augusti. Den bestod av sex lastfartyg lastade med bomull, gummi, tenn och 24 stycken Hawker Hurricanes för Sovjetunionens flygvapen. Eskorten bestod av tre jagare, tre minsvepare och tre beväpnade trålare. Den var ett försök för att utvärdera möjligheterna till konvojer till Sovjetunionen via Norra ishavet. Trots midnattssol blev konvojen aldrig upptäckt, troligen för att den koordinerades med operation EF och operation Gauntlet som stal tyskarnas uppmärksamhet.
Framgången ledde till den första serien av konvojer. De östgående, som oftast utgick från Island, hade kodnamn som började med PQ och var tänkta att genomföras två gånger per månad. De västgående konvojerna som återvände från Sovjetunionen hade kodnamn som började med QP och startade ungefär samtidigt som de östgående. Tanken var att tyskarna inte skulle ha resurser att kraftsamla mot två konvojer samtidigt och att de stridsgrupper som utgjorde fjärrskydd skulle kunna skynda till endera konvojens hjälp. Det var först i början av 1942 som tyskarna insåg omfattningen av konvojerna och började sätta in resurser för att bekämpa dem. Från mars genomfördes därför bara en konvoj i månaden fram till katastrofen med konvojen PQ 17. Därefter genomfördes bara en PQ-konvoj till i september 1942 med skydd av hangarfartyg. Från och med mars 1942 skingrades inte längre de västgående konvojerna mellan Island och Jan Mayen utan höll samman hela vägen fram till Island.
Från december 1942 påbörjades i stället en ny serie med konvojer där de östgående hade kodnamn som började på JW och de västgående började på RA. De utgick från Storbritannien i stället för Island, genomfördes en per månad och hade tyngre eskort än de tidigare konvojerna, bland annat med en ny typ av hangarfartyg kallade eskorthangarfartyg. Dessa var mindre, långsammare och billigare än vanliga hangarfartyg och bättre lämpade att eskortera långsamma konvojer.
Utöver dessa genomfördes även en längre serie med mindre konvojer mellan Storbritannien och Island med kodnamn som började på RU.

## Lista över konvojer

### Östgående
De östgående konvojerna var huvudsakligen lastade med krigsmateriel; stridsvagnar, lastbilar, jaktflygplan, ammunition och sprängmedel, men även mat (främst konserver), bränsle, maskiner och råvaror som Sovjetunionen led brist på som läder, tenn, gummi och bomull.
| Namn    | Startpunkt  | Startdatum        | Destination | Slutdatum         | Fartyg*  | Noteringar |
| ------- | ----------- | ----------------- | ----------- | ----------------- | -------- | --- |
| Dervish | Liverpool   | 12 augusti 1941   | Archangelsk | 31 augusti 1941   | 7        | Inga förluster. |
| PQ 1    | Hvalfjörður | 29 september 1941 | Archangelsk | 11 oktober 1941   | 11       | Inga förluster. |
| PQ 2    | Hvalfjörður | 13 oktober 1941   | Archangelsk | 30 oktober 1941   | 7        | Inga förluster. |
| PQ 3    | Hvalfjörður | 9 november 1941   | Archangelsk | 22 november 1941  | 8        | Briarwood skadades och återvände till Island. |
| PQ 4    | Hvalfjörður | 17 november 1941  | Archangelsk | 28 november 1941  | 8        | Inga förluster. |
| PQ 5    | Hvalfjörður | 27 november 1941  | Archangelsk | 13 december 1941  | 7        | Inga förluster. |
| PQ 6    | Hvalfjörður | 8 december 1941   | Murmansk    | 20 december 1941  | 8        | Zamalek skadades och återvände till Island. |
| PQ 7A   | Hvalfjörður | 26 december 1941  | Murmansk    | 12 januari 1942   | 2        | Waziristan sänkt av U 134 den 2 januari. |
| PQ 7B   | Hvalfjörður | 31 december 1941  | Murmansk    | 11 januari 1942   | 9        | Inga förluster. |
| PQ 8    | Hvalfjörður | 8 januari 1942    | Archangelsk | 17 januari 1942   | 8        | Harmatris och HMS Matabele träffade av var sin torped från U 454 den 17 januari. Matabele sjönk omedelbart medan Harmatris bogserades till Archangelsk av HMS Speedwell. |
| PQ 9/10 | Reykjavik   | 1 februari 1942   | Murmansk    | 10 februari 1942  | 10       | PQ 9 försenades av att Tirpitz siktats till sjöss och slogs därefter samman med PQ 10. Inga förluster. |
| PQ 11   | Loch Ewe    | 7 februari 1942   | Murmansk    | 22 februari 1942  | 13       | Inga förluster. |
| PQ 12   | Reykjavik   | 1 mars 1942       | Murmansk    | 12 mars 1942      | 19       | Inga förluster under konvojen, men Lancaster Castle sänktes i Murmansk av Stuka-bombare 24 mars. |
| PQ 13   | Loch Ewe    | 10 mars 1942      | Murmansk    | 31 mars 1942      | 20       | Konvojen skingrades av en storm 24 mars. Raceland och Empire Ranger sänktes av bombflyg 28 mars. Bateau sänkt av en tysk jagare natten mellan 28 och 29 mars. Induna sänkt av U 376 och Effingham sänkt av U 435 den 30 mars. Kryssaren HMS Trinidad skadad av en torped. New Westminster City och Empire Starlight sänkta av bombflyg i Murmansk 3 april. |
| PQ 14   | Oban        | 26 mars 1942      | Murmansk    | 19 april 1942     | 25       | Konvojen överraskades av drivis natten mellan 10 och 11 april. 14 fartyg skadades och återvände till Island. Empire Howard sänkt av U 403 den 16 april. |
| PQ 15   | Oban        | 10 april 1942     | Murmansk    | 5 maj 1942        | 26       | Fria polska ubåten Jastrzab sänkt av misstag 2 maj, besättningen räddad. Botavon och Cape Corso sänkt av torpedbombare från KG 26 den 3 maj. Jutland sänkt av U 251 natten efter. Alcoa Cadet sänkt i Murmansk 21 juni, antagligen av en drivande mina. |
| PQ 16   | Reykjavik   | 21 maj 1942       | Murmansk    | 30 maj 1942       | 35       | Syros sänkt av U 703 den 26 maj. Alamar, Mormacsul, Empire Lawrence, City of Joliet, Empire Purcell och Lowther Castle sänkta av flyganfall 27 maj. Steel Worker sänkt av en mina utanför Murmansk 30 maj. |
| PQ 17   | Reykjavik   | 27 juni 1942      | Archangelsk | —                 | 35       | På grund av närvaron av Tirpitz skingrades konvojen 4 juli. Tirpitz hittade aldrig konvojen, men de skingrade fartygen blev lätta mål för bombflyg och ubåtar. 16 fartyg sänktes av ubåtar och 8 av bombflyg. |
| PQ 18   | Loch Ewe    | 2 september 1942  | Archangelsk | 21 september 1942 | 44       | PQ 18 var den första konvojen som eskorterades av ett hangarfartyg (HMS Avenger) till skydd mot flyganfall. Förlusterna blev trots det 5 fartyg sänkta av ubåtar och 10 av flygplan, men Luftwaffe förlorade drygt 20 flygplan. |
| PQ 19   | Inställd    | Inställd          | Inställd    | Inställd          | Inställd | Under hösten 1942 avdelade Royal Navy många fartyg söderut för att delta i operation Torch och konvoj PQ 19 blev därför inställd. I stället genomförde ett dussin fartyg självständiga resor till Murmansk (Operation FB). |
| JW 51A  | Liverpool   | 15 december 1942  | Murmansk    | 25 december 1942  | 16       | Inga förluster. |
| JW 51B  | Liverpool   | 22 december 1942  | Murmansk    | 4 januari 1943    | 15       | Dover Hill skadad av storm 25 december och tvingades återvända. Den 31 december anfölls konvojen av kryssarna Admiral Hipper och Lützow samt sex jagare. De brittiska kryssarna HMS Jamaica och HMS Sheffield avvärjde attacken. Se slaget i Barents hav.                                                                                                  |
| JW 52   | Liverpool   | 17 januari 1943   | Murmansk    | 27 januari 1943   | 15       | Inga förluster. |
| JW 53   | Liverpool   | 15 februari 1943  | Murmansk    | 27 februari 1943  | 29       | Alla fartyg nådde Murmansk men Ocean Freedom blev sänkt av flyganfall 13 mars. |
| JW 54A  | Liverpool   | 15 november 1943  | Murmansk    | 24 november 1943  | 19       | Inga förluster. |
| JW 54B  | Liverpool   | 22 november 1943  | Archangelsk | 3 december 1943   | 15       | Inga förluster. |
| JW 55A  | Liverpool   | 2 december 1943   | Archangelsk | 22 december 1943  | 19       | Inga förluster. |
| JW 55B  | Liverpool   | 20 december 1943  | Archangelsk | 30 december 1943  | 19       | Inga förluster. Slagkryssaren Scharnhorst tog upp jakten på konvojen men hamnade i strid med kryssarna HMS Norfolk och HMS Sheffield 26 december. Scharnhorst blev sänkt av HMS Duke of York och kryssaren HMS Jamaica senare samma dag, se slaget vid Nordkap.                                                                                            |
| JW 56A  | Liverpool   | 12 januari 1944   | Archangelsk | 28 januari 1944   | 20       | Penelope Barker sänkt av U 278 och HMS Obdurate skadad av U 360, båda 25 januari. Andrew G Curtin sänkt av U 716 och Fort Bellingham sänkt av U 957 dagen efter. |
| JW 56B  | Liverpool   | 22 januari 1944   | Murmansk    | 1 februari 1944   | 17       | Jagaren HMS Hardy sänktes av U 278 medan U 314 sänktes av jagaren HMS Inconstant, båda 30 januari. |
| JW 57   | Liverpool   | 20 februari 1944  | Murmansk    | 28 februari 1944  | 43       | Jagaren HMS Mahratta sänkt av U 990 den 25 februari. U 713 sänktes av jagaren HMS Keppel 24 februari och U 601 av en Catalina 25 februari. |
| JW 58   | Liverpool   | 27 mars 1944      | Murmansk    | 4 april 1944      | 50       | Inga förluster. Ubåtarna U 961, U 355, U 360 och U 288 sänkta. |
| JW 59   | Liverpool   | 15 augusti 1944   | Murmansk    | 25 augusti 1944   | 34       | Korvetten HMS Kite sänktes av U 344 21 augusti som i sin tur sänktes av en Swordfish från HMS Vindex dagen efter. Även U 354 sänktes 24 augusti. |
| JW 60   | Liverpool   | 15 september 1944 | Murmansk    | 23 september 1944 | 32       | Inga förluster. |
| JW 61   | Liverpool   | 20 oktober 1944   | Murmansk    | 28 oktober 1944   | 30       | Inga förluster. |
| JW 62   | Loch Ewe    | 29 november 1944  | Murmansk    | 7 december 1944   | 31       | Inga förluster. |
| JW 63   | Loch Ewe    | 30 december 1944  | Murmansk    | 8 januari 1945    | 38       | Inga förluster. |
| JW 64   | Clyde       | 3 februari 1945   | Murmansk    | 8 januari 1945    | 28       | Korvetten HMS Denbigh Castle torpederad av U 992 den 13 februari och bogserades till Murmanskfjorden där hon sjönk. |
| JW 65   | Clyde       | 11 mars 1945      | Murmansk    | 21 mars 1945      | 26       | Horace Bushnell sänkt av U 995, Thomas Donaldson och HMS Lapwing sänkta av U 968, alla 20 mars. |
| JW 66   | Clyde       | 16 april 1945     | Murmansk    | 25 april 1945     | 28       | Inga förluster. |
| JW 67   | Clyde       | 12 maj 1945       | Murmansk    | 20 maj 1945       | 26       | Inga förluster. |

* = Med fartyg avses här de handelsfartyg som ingick i konvojen. Eskortfartygen är ej medräknade då de ofta byttes under resans gång.

### Västgående
Västgående fartyg gick ofta tomma (eller barlastade), men kunde även vara lastade med timmer, konstgödsel eller malm, då främst krom och magnesium.
| Namn   | Startpunkt  | Startdatum        | Destination   | Slutdatum         | Fartyg* | Noteringar |
| ------ | ----------- | ----------------- | ------------- | ----------------- | ------- | --- |
| QP 1   | Archangelsk | 28 september 1941 | Scapa Flow    | 10 oktober 1941   | 14      | Inga förluster. |
| QP 2   | Archangelsk | 3 november 1941   | Kirkwall      | 17 november 1941  | 12      | Inga förluster. |
| QP 3   | Archangelsk | 27 november 1941  | —             | —                 | 10      | Inga förluster. Konvojen skingrad 3 december. Arcos och Kuzbass nådde Kirkwall 10 december. |
| QP 4   | Archangelsk | 29 december 1941  | Seyðisfjörður | 12 januari 1941   | 13      | Inga förluster. Konvojen skingrad 9 januari. |
| QP 5   | Murmansk    | 13 januari 1942   | —             | —                 | 4       | Inga förluster. Konvojen skingrad 19 januari. |
| QP 6   | Murmansk    | 24 januari 1942   | —             | —                 | 6       | Empire Redshank skadad av flyganfall. Konvojen skingrad 28 januari. |
| QP 7   | Murmansk    | 12 februari 1942  | Seyðisfjörður | 22 februari       | 8       | Inga förluster. Konvojen skingrad 15 februari. |
| QP 8   | Murmansk    | 1 mars 1942       | Hvalfjörður   | 11 mars 1942      | 15      | Konvojen skingrad av hårt väder 4 och 6 mars men återsamlades båda gångerna. Ijora tappade bort konvojen och sänktes av tyska jagaren Friedrich Ihn den 7 mars. |
| QP 9   | Murmansk    | 21 mars 1942      | Reykjavik     | 3 april 1942      | 18      | Inga förluster. Ubåten U 655 anföll konvojen, men den rammades och sänktes av HMS Sharpshooter 24 mars. |
| QP 10  | Murmansk    | 10 april 1942     | Reykjavik     | 21 april 1942     | 23      | Empire Cowper sänkt av flyganfall 11 april. Kiev sänkt av U 436 samt El Occidente och Harpalion sänkta av U 435 den 13 april. Stone Street skadades av flyganfall och fick bogseras tillbaks till Murmansk. |
| QP 11  | Murmansk    | 28 april 1942     | Reykjavik     | 7 maj 1942        | 13      | Kryssaren HMS Edinburgh som ingick i konvojen lastad med 4,5 ton guld (betalning för krigsmateriel) träffades av två torpeder från U 456 den 30 april. Försöket att bogsera henne tillbaks till Murmansk misslyckades då hon anfölls av tre tyska jagare den 2 maj. HMS Edinburgh sänkte Hermann Schoemann men träffades själv av en torped som bröt henne i två delar. Även ryska fartyget Tsiolkovskij sänktes av en torped från U 589 den 1 maj. |
| QP 12  | Murmansk    | 21 maj 1942       | Reykjavik     | 29 maj 1942       | 16      | Inga förluster. |
| QP 13  | Archangelsk | 26 juni 1942      | Reykjavik     | 7 juli 1942       | 35      | Konvojen delades upp på två delar 4 juli där 19 fartyg gick till Reykjavik och 16 till Loch Ewe. På grund av en felnavigering gick den förra in i ett minfält norr om Island sent på kvällen 5 juli. Minsveparen HMS Niger samt fartygen Heffron, Hybert, Massmar och Rodina sänktes av minor medan John Randolph skadades och fick bogseras till Reykjavik. Även Exterminator minsprängdes och övergavs, men bärgades senare.                      |
| QP 14  | Archangelsk | 13 september 1942 | Loch Ewe      | 26 september 1942 | 20      | HMS Leda sänkt av U 435, Silver Sword sänkt av U 255 och HMS Somali sänkt av U 703, alla 20 september. Bellingham, Ocean Voice och Grey Ranger sänkta av U 435 den 22 september. |
| QP 15  | Archangelsk | 17 november 1942  | Loch Ewe      | 30 november 1942  | 30      | Konvojen skingrad av en storm 20 november som skadade två sovjetiska jagare. Baku kunde återvända till Murmansk, men Sokrusjitelnij sjönk av sina skador 22 november. Goolistan sänkt av U 625 och Kuznets Lesov sänkt av U 601 mellan Spetsbergen och Björnön 23 november. |
| RA 51  | Murmansk    | 30 december 1942  | Loch Ewe      | 11 januari 1943   | 14      | Inga förluster. |
| RA 52  | Murmansk    | 29 januari 1943   | Loch Ewe      | 9 februari 1943   | 10      | Greylock sänkt av U 255 den 3 februari. |
| RA 53  | Murmansk    | 1 mars 1943       | Loch Ewe      | 14 mars 1943      | 30      | Executive sänkt av U 255 den 5 mars, Puerto Rican sänkt av U 586 den 9 mars, Richard Bland sänkt av U 255 den 10 mars. |
| RA 54A | Murmansk    | 1 november 1943   | Loch Ewe      | 14 november 1943  | 13      | Inga förluster. |
| RA 54B | Archangelsk | 26 november 1943  | Loch Ewe      | 9 december 1943   | 10      | Inga förluster. |
| RA 55A | Murmansk    | 22 december 1943  | Loch Ewe      | 1 januari 1944    | 23      | Inga förluster. Slagkryssaren Scharnhorst tvingade konvojen att ta en nordligare rutt för att undgå upptäckt. Fyra jagare lämnade konvojen för att ta upp jakten på Scharnhorst. Se slaget vid Nordkap. |
| RA 55B | Murmansk    | 31 december 1943  | Loch Ewe      | 8 januari 1944    | 8       | Inga förluster. |
| RA 56  | Murmansk    | 3 februari 1944   | Loch Ewe      | 11 februari 1944  | 39      | Inga förluster. |
| RA 57  | Murmansk    | 2 mars 1944       | Loch Ewe      | 10 mars 1944      | 33      | Empire Tourist sänkt av U 703 den 4 mars. U 472, U 366 och U 973 sänkta av Swordfishs från HMS Chaser. |
| RA 58  | Murmansk    | 7 april 1944      | Loch Ewe      | 14 april 1944     | 38      | Inga förluster. |
| RA 59  | Murmansk    | 28 april 1944     | Clyde         | 8 maj 1944        | 45      | William S Thayer sänkt av U 307 den 30 april. Ubåtarna U 277, U 674 och U 959 sänkta av Swordfishs från HMS Fencer. |
| RA 59A | Murmansk    | 28 augusti 1944   | Loch Ewe      | 5 september 1944  | 9       | Inga förluster. Ubåten U 394 sänkt av eskortfartygen. |
| RA 60  | Murmansk    | 28 september 1944 | Loch Ewe      | 5 oktober 1944    | 32      | Edward H Crockett och Samsuva sänkta av U 310 den 29 september. |
| RA 61  | Murmansk    | 2 november 1944   | Loch Ewe      | 9 november 1944   | 33      | Inga förluster, men HMS Mounsey torpederades av U 295 och tvingades återvända till Murmansk. |
| RA 61A | Murmansk    | 17 november 1944  | Loch Ewe      | 29 november 1944  | 2       | Inga förluster. |
| RA 62  | Murmansk    | 10 december 1944  | Loch Ewe      | 19 december 1944  | 29      | HMS Cassandra torpederad av U 365 11 december men kunde återvända till Murmansk. Fria norska korvetten Tunsberg Castle sänkt av en mina 12 december. U 387 sänktes av HMS Bamborough Castle och U 365 av Swordfishs från HMS Campania 13 december. |
| RA 63  | Murmansk    | 11 januari 1945   | Loch Ewe      | 21 januari 1945   | 31      | Konvojen skingrad av en storm nordöst om Färöarna men kunde återsamlas. Fort Highfield skadad av stormen och fortsatte ensam. Inga förluster. |
| RA 64  | Murmansk    | 17 februari 1945  | Loch Ewe      | 1 mars 1945       | 33      | Thomas Scott sänkt av U 968 och HMS Bluebell sänkt av U 711. Ubåten U 425 sänkt av HMS Lark som i sin tur träffades av en torped från U 968 och bogserades till Murmansk. Henry Bacon sänkt av flyganfall 23 februari. |
| RA 65  | Murmansk    | 23 mars 1945      | Scapa Flow    | 1 april 1945      | 26      | Inga förluster. |
| RA 66  | Murmansk    | 29 april 1945     | Clyde         | 8 maj 1945        | 27      | HMS Goodall sänkt av U 286 29 april, men hon sänktes strax därefter av tre andra jagare. |
| RA 67  | Murmansk    | 23 maj 1945       | Clyde         | 30 maj 1945       | 25      | Inga förluster. |

* = Med fartyg avses här de handelsfartyg som ingick i konvojen. Eskortfartygen är ej medräknade då de ofta byttes under resans gång.